# Chemson Gruppe
Die Chemson Gruppe ist ein global agierendes Unternehmen, das im Bereich der PVC-Additive und Glasadditive tätig ist. Standorte sind in Australien, Brasilien, China, Deutschland, England, Holland, Österreich und den USA. Die Führungsgesellschaft der Chemson Gruppe ist die Chemson Polymer-Additive AG mit Sitz in Arnoldstein, Österreich. Das Unternehmen hat einen Umsatz von mehr als 200 Millionen Euro und gehört im Segment der Polymer-Additive weltweit zu den Marktführern.

## Chemson Gruppe

### Österreich
Die Führungsgesellschaft der Chemson Gruppe ist die Chemson Polymer-Additive AG mit Sitz in Arnoldstein. Weiterhin ist hier die Innostar Vertriebs- und Entwicklungs-GmbH ebenfalls in Arnoldstein ansässig.

### Deutschland
In Deutschland sitzt die Chemson GmbH in Köln. Nach Übernahme der Allstab-Gruppe wurde der Sitz nach Düren verlegt. Seit Januar 2008 ist der neue Standort der Deutschlandzentrale in Köln. Das Geschäftssegment sind PVC-Additive.

### Großbritannien
Die Chemson Ltd. hat ihren Sitz in Newcastle upon Tyne. Geschäftssegment sind PVC-Additive. Die Produktion am Standort wurde im September 2019 geschlossen.

### Brasilien
Die Chemson Ltda. sitzt seit 1998 in Rio Claro, ca. 170 km von São Paulo entfernt. Weiterhin ist in Brasilien die Durox Ltda. das Joint Venture aus der Durex Ltda. und Penox S.A. zur Blei(II)-oxid-Produktion. Die Geschäftssegmente sind PVC-Additive und Glasadditive.

### China
Die Dalian Chemson Chemical Products Co. Ltd. hat ihren Sitz in Dalian.

### USA
Die Chemson Inc. hat ihren Sitz in Philadelphia. Das Geschäftssegment sind PVC-Additive.

### Australien
Nach einem Umzug ist der neue Sitz der Chemson Pacific Pty. Ltd. in Eastern Creek, westlich von Sydney. Das Geschäftssegment sind PVC-Additive.

### Türkei
Die OYAK Chemsien Co. Ltd. hat ihren Sitz in Ankara.